# كلية التربية الرياضية (جامعة أسوان)
كلية التربية الرياضية جامعة أسوان التي أُنشئت بالقرار الجمهوري رقم (227) لسنة 2014م وبدأت الدراسة بها في العام الجامعي 2015/2014.

## أقسام الكلية
- المناهج وطرق تدريس التربية الرياضية
- التدريب وعلوم الحركة الرياضية
- الإدارة الرياضية والترويح
- علوم الصحة الرياضية
- علم النفس والاجتماع الرياضي
- مسابقات الميدان والمضمار
- الألعاب الجماعية ورياضات المضرب
- المنازلات والرياضات المائية
- التمرينات والجمباز والتعبير الحركي

## رؤية الكلية
تحقيق الريادة على المستوى الإفريقي في العلوم الخاصة بالتربية البدنية والرياضة في التعليم والبحث العملي وخدمة المجتمع.

## رسالة الكلية
إعداد وتأهيل الكوادر الرياضية المتميزة القادرة على العمل والإبتكار والإبداع من خلال التعلم المتميز والتدريس والبحث العلمي وتداول المعرفة.